# Zápas ve volném stylu na Letních olympijských hrách 1996 – seznam účastníků
Seznam účastníků LOH v Atlantě v zápasu ve volném stylu vykrystalizoval z olympijské kvalifikace konané v 1996 formou kontinentálních kvalifikačního turnajů.

## Pořadatelská země
Spojené státy měly jako pořadatel zajištěnou účast v každé váhové kategorii.

## Seznam kvalifikačních turnajů
| fáze   | datum       | název kvalifikačního turnaje    | místo     | počet kvót |
| ------ | ----------- | ------------------------------- | --------- | ---------- |
| 1.     | březen 1996 | Mistrovství Evropy              | Budapešť  | 80 - 2     |
| 1.     | duben 1996  | Mistrovství Asie                | Chang-čou | 40         |
| 1.     | duben 1996  | Panamerický kvalifikační turnaj | Cali      | 40 - 3     |
| 1.     | duben 1996  | Mistrovství Afriky              | Tunis     | 20 - 12    |
| 1.     | únor 1996   | Mistrovství Oceánie             | Melbourne | 10 - 1     |
| celkem | celkem      | celkem                          | celkem    | 190 - 18   |

## Systém olympijské kvalifikace[1]
Olympijské hry v Atlantě v roce 1996 byly průlomové v novém směřování olympijského hnutí. Komercializace olympijských her a postupné propojení profesionálního a tzv. amatérského sportu vedla Mezinárodní olympijský výbor k zavádění různých regulí. Jednou z regulí zavedenou po roce 1992 bylo omezení počtu zúčastněných sportovců. Každá mezinárodní sportovní federace dostala přidělený počet kvót, podle stupně popularity jejich sportovního odvětví. Zápas ve volném stylu dostal přiděleno počet 190 kvót, tedy 190 volnostylařů se mohlo zúčastnit soutěží v zápasu ve volném stylu v 10 váhových kategoriích podle kvalifikace. Kvalifikace byla rozdělena do 5 kontinentů a kvóty podle koeficientu, který určily výsledky z mistrovství světa v Atlantě v roce 1995.
Evropský kontinent obdržel nejvíce kvót – 8 v každé váhové kategorii. Na opačné straně stála Oceánie s 1 kvótou. Kvalifikace měla pouze jednu fázi, kontinentální turnaj konaný na jaře 1996. Všechny země však získanou kótu nevyužily. Patřili mezi ně především Africké země, které dohromady nevyužili až 12 kvót. Tyto vrácené kvóty byly následně přerozděleny mezi země resp. sportovce, kterým nevyšla olympijská kvalifikace – divoká karta.
Poslední kategorií volnostylařů, kteří startovali na olympijských hrách byli pozvání sportovci na základě zasedání tripartitní komise. Ta měla k dispozici 15 kvót pro malé státy nebo státy kde je olympijský zápas minoritním sportem – pozn. 15 kvót bylo dohromady pro zápas řecko-římský a zápas ve volném stylu.

## Kontinentální kvóty

### Evropa
| země   | −48 kg               | −52 kg                         | −57 kg                               | −62 kg              | −68 kg               | −74 kg             | −82 kg                 | −90 kg                                 | −100 kg                             | −130 kg                           | celkem              |
| ------ | -------------------- | ------------------------------ | ------------------------------------ | ------------------- | -------------------- | ------------------ | ---------------------- | -------------------------------------- | ----------------------------------- | --------------------------------- | ------------------- |
| RUS    | Vugar OrudžovK       | —                              | Šamil DajbekovK Bagautdin UmachanovN | Magomed AzizovK     | Vadim BogijevK       | Buvajsar SajtijevK | Chadžimurat MagomedovK | Macharbek ChadarcevK                   | David MusulbesK Leri ChabeloviN     | Georgij KajsinovK Andrej ŠumilinN | 9                   |
| UKR    | Victor EftenieK      | Vladimir ToguzovK              | Aslanbek FidarovK                    | Elbrus TedejevK     | Zaza ZoziroviK       | —                  | Serhij HubryňukK       | Sagid MurtazalijevK Džambolat TedejevN | Serhij PrjadunK Sagid MurtazalijevN | Merab ValijeviK                   | 9                   |
| BLR    | —                    | —                              | Alexandr GuzovK                      | Sergej SmalK        | Oleg GogolK          | Igor KozyrK        | Alexandr SavkoK        | —                                      | Sergej KovalevskijK                 | Alexej MedveděvK                  | 7                   |
| HUN    | —                    | —                              | —                                    | István DemeterK     | János FórizsK        | —                  | László DvorákK         | Péter BacsaK                           | —                                   | Zsolt GombosK                     | 5                   |
| GER    | —                    | —                              | —                                    | Jürgen ScheibeK     | —                    | Alexander LeipoldK | —                      | Heiko BalzK                            | Aravat SabejevK                     | Sven ThieleK                      | 5                   |
| TUR    | —                    | Ahmet OrelK Metin TopaktaşN    | Harun DoğanK                         | —                   | Yüksel ŞanlıK        | Turan CeylanK      | —                      | —                                      | —                                   | Mahmut DemirK                     | 5                   |
| AZE    | —                    | Namig AbdullajevK              | Arif AbdullajevK                     | —                   | Elşad AllahverdijevK | —                  | Magomed IbragimovK     | —                                      | —                                   | —                                 | 4                   |
| BUL    | —                    | Ivan ConovK Valentin JordanovN | Serafim BarzakovK                    | —                   | —                    | —                  | Plamen PenevK          | Kalojan BaevK                          | —                                   | —                                 | 4                   |
| GEO    | Vasilij GogolevK, N  | —                              | —                                    | —                   | —                    | —                  | Avtandil GogolišviliK  | Eldar KurtanydzeK                      | Zaza TkešelašviliK                  | Zaza TurmanidzeK                  | 4 (5)               |
| GRE    | Nikoloz ČkuaseliK    | Amiran KardanovK               | —                                    | —                   | —                    | Lazaros LojzidisK  | —                      | —                                      | —                                   | Petros BurdulisK                  | 4                   |
| MDA    | Vitalie RăileanuK    | —                              | Nazim AlidžanovK                     | —                   | —                    | Victor PeicovK     | Lukman DžabrajilovK    | —                                      | —                                   | —                                 | 4                   |
| ROU    | Gheorghe CorduneanuK | Constantin CorduneanuK         | Bogdan CiufulescuK                   | Șerban MumjievK     | —                    | —                  | —                      | —                                      | —                                   | —                                 | 4                   |
| POL    | —                    | —                              | —                                    | Jan KrzesiakK       | —                    | —                  | —                      | Robert KosteckiK                       | Marek GarmulewiczK                  | —                                 | 3                   |
| SVK    | —                    | Roman KollárK                  | —                                    | —                   | —                    | Rodion KertantyK   | —                      | —                                      | Milan MazáčK                        | —                                 | 3                   |
| ARM    | Armen MkrtčjanK      | —                              | —                                    | —                   | Arajik GevorgjanK    | —                  | —                      | —                                      | —                                   | —                                 | 2                   |
| EST    | —                    | —                              | —                                    | —                   | Küllo KõivK          | —                  | —                      | —                                      | Arvi AavikK                         | —                                 | 2                   |
| ITA    | —                    | —                              | —                                    | Giovanni SchillaciK | —                    | —                  | —                      | —                                      | —                                   | —                                 | 1                   |
| LTU    | —                    | —                              | —                                    | —                   | —                    | —                  | —                      | Ričardas PauliukonisK                  | —                                   | —                                 | 1                   |
| MKD    | —                    | —                              | —                                    | —                   | —                    | Valerij VerchušinK | —                      | —                                      | —                                   | —                                 | 1                   |
| SWE    | Fariborz BesaratiK   | —                              | —                                    | —                   | —                    | —                  | —                      | —                                      | —                                   | —                                 | 1                   |
| CZE    | —                    | Luděk BurianK, L               | —                                    | —                   | —                    | —                  | —                      | —                                      | —                                   | —                                 | 0 (1)               |
| celkem | 7 kvót               | 7 kvót                         | 8 kvót                               | 8 kvót              | 8 kvót               | 8 kvót             | 8 kvót                 | 8 kvót                                 | 8 kvót                              | 8 kvót                            | 78 kvót pro 21 zemí |

### Asie
| země   | −48 kg                       | −52 kg                              | −57 kg                  | −62 kg            | −68 kg                          | −74 kg              | −82 kg                             | −90 kg            | −100 kg                    | −130 kg               | celkem              |
| ------ | ---------------------------- | ----------------------------------- | ----------------------- | ----------------- | ------------------------------- | ------------------- | ---------------------------------- | ----------------- | -------------------------- | --------------------- | ------------------- |
| IRI    | —                            | Behnám TajibíK Golámrezá MohammadíN | Mohammad TaláíK         | Abbás HádžkináríK | Amír TavakkolíanK Akbar FalláhN | Ísá MómeníK         | Alírezá HajdáríK Amír'rezá ChádemN | Rasúl ChádemK     | Abbás DžadídíK             | Ebráhím MehrabánK     | 9                   |
| KOR    | Mun Mjong-sikK Čong Sun-wonN | —                                   | —                       | Čang Če-songK     | Hwang Čchang-hoK                | Park Čang-sunK      | Jang Hjong-moK                     | Kim Ik-huiK       | Kim Te-uK                  | —                     | 7                   |
| JPN    | —                            | Hideo SasajamaK                     | —                       | Takahiro WadaK    | —                               | Takuja ÓtaK         | Hidekazu JokojamaK                 | Tacuo KawaiK      | —                          | —                     | 5                   |
| UZB    | —                            | Adhamjon OchilovK                   | Damir ZacharutdinovK    | Ramil IslamovK    | Boris BudajevK Arsen FadzajevN  | —                   | Ruslan ChinčagovK                  | —                 | —                          | —                     | 5                   |
| KAZ    | —                            | Maulen MamyrovK                     | —                       | —                 | —                               | Magomed KuruglijevK | —                                  | Islam BajramukovK | —                          | Igor KlimovK          | 4                   |
| KGZ    | Vladimir TorgovkinK          | —                                   | —                       | —                 | —                               | —                   | —                                  | —                 | Konstantin AlexandrovK     | Alexandr KovalevskijK | 3                   |
| MGL    | Luvsan-Išín SergelenbátarK   | —                                   | Cerenbátaryn CogtbajarK | —                 | —                               | —                   | —                                  | —                 | Dolgorsürengín SumjábazarK | —                     | 3                   |
| PRK    | Kim Il-ongK                  | —                                   | I Jong-samK             | —                 | —                               | —                   | —                                  | —                 | —                          | —                     | 2                   |
| CHN    | —                            | —                                   | —                       | —                 | —                               | —                   | —                                  | —                 | —                          | Feng Aj-kangK         | 1                   |
| SYR    | —                            | —                                   | —                       | —                 | Ahmed OstaK                     | —                   | —                                  | —                 | —                          | —                     | 1                   |
| celkem | 4 kvóty                      | 4 kvóty                             | 4 kvóty                 | 4 kvóty           | 4 kvóty                         | 4 kvóty             | 4 kvóty                            | 4 kvóty           | 4 kvóty                    | 4 kvóty               | 40 kvót pro 10 zemí |

### Amerika
| země   | −48 kg               | −52 kg            | −57 kg                   | −62 kg         | −68 kg             | −74 kg             | −82 kg        | −90 kg                      | −100 kg           | −130 kg              | celkem              |
| ------ | -------------------- | ----------------- | ------------------------ | -------------- | ------------------ | ------------------ | ------------- | --------------------------- | ----------------- | -------------------- | ------------------- |
| USA    | —                    | Lou RosselliH     | Kendall CrossH           | Tom BrandsH    | Townsend SaundersH | Kenny MondayH      | Les GutchesH  | Melvin DouglasH             | Kurt AngleH       | Bruce BaumgartnerH   | 9                   |
| CUB    | Alexis VilaK         | Carlos VarelaK    | Alejandro PuertoK        | —              | Yosvany SánchezK   | Alberto RodríguezK | Ariel RamosK  | Miguel MolinaK, ?           | Wilfredo MoralesK | Alexis RodríguezK, ? | 7 (9)               |
| CAN    | Paul RagusaK         | Greg WoodcroftK   | Givi SisauriK            | Marty CalderK  | Craig RobertsK     | David HohlK        | —             | Justin AbdouK Scott BiancoN | Oleg LadikK       | Andy BorodowK        | 9                   |
| PUR    | —                    | —                 | —                        | Anibál NievesK | —                  | —                  | Orlando RosaK | José BetancourtK            | Daniel SánchezK   | —                    | 4                   |
| MEX    | Filiberto FernándezK | Víctor RodríguezK | —                        | —              | —                  | Felipe GuzmánK     | —             | —                           | —                 | —                    | 3                   |
| ARG    | —                    | —                 | —                        | —              | Paulo IbireK       | —                  | —             | —                           | —                 | —                    | 1                   |
| COL    | Manuel RestrepoK     | —                 | Luis Hernando CortésK, ? | —              | —                  | —                  | —             | —                           | —                 | —                    | 1 (2)               |
| PER    | —                    | —                 | —                        | Enrique CubasK | —                  | —                  | —             | —                           | —                 | —                    | 1                   |
| PAN    | —                    | —                 | —                        | —              | —                  | —                  | —             | —                           | —                 | Alfredo FarK         | 1                   |
| VEN    | —                    | —                 | —                        | —              | —                  | —                  | Luis VarelaK  | —                           | —                 | —                    | 1                   |
| celkem | 4 kvóty              | 4 kvóty           | 3 kvóty                  | 4 kvóty        | 4 kvóty            | 4 kvóty            | 4 kvóty       | 3 kvóty                     | 4 kvóty           | 3 kvóty              | 37 kvót pro 10 zemí |

### Afrika
| země   | −48 kg             | −52 kg          | −57 kg           | −62 kg             | −68 kg          | −74 kg             | −82 kg            | −90 kg             | −100 kg             | −130 kg            | celkem            |
| ------ | ------------------ | --------------- | ---------------- | ------------------ | --------------- | ------------------ | ----------------- | ------------------ | ------------------- | ------------------ | ----------------- |
| NGR    | Isaac JacobK       | Joe OzitiK, ?   | —                | —                  | Ibo OzitiK      | BolticK, ?         | —                 | Victor KodeiK      | Bimida DougareK, ?  | Khenneth NtoriK, ? | 3 (7)             |
| SEN    | —                  | —               | —                | —                  | Félix DiédhiouK | —                  | Alioune DioufK    | —                  | —                   | —                  | 2                 |
| ALG    | —                  | Kadjouar AmoriK | —                | Farid HannounK, ?  | —               | —                  | —                 | Sofiane OudinaK, ? | —                   | —                  | 1 (3)             |
| GBS    | —                  | —               | Talata EmbaloK   | —                  | —               | —                  | —                 | —                  | —                   | —                  | 1                 |
| RSA    | Shaun WilliamsK, ? | —               | van RensburgK, ? | Tjaart du PlessisK | —               | Jannie du ToitK, ? | Willem PutterK, ? | —                  | Andrew DavidsonK, ? | —                  | 1 (6)             |
| TUN    | —                  | —               | —                | —                  | —               | —                  | —                 | —                  | —                   | Umrán al-AjaríK, ? | 0 (1)             |
| celkem | 1 kvóta            | 1 kvóta         | 1 kvóta          | 1 kvóta            | 2 kvóty         | 0 kvót             | 1 kvóta           | 1 kvóta            | 0 kvót              | 0 kvót             | 8 kvót pro 6 zemí |

### Oceánie
| země   | −48 kg | −52 kg           | −57 kg        | −62 kg         | −68 kg         | −74 kg        | −82 kg      | −90 kg      | −100 kg      | −130 kg     | celkem            |
| ------ | ------ | ---------------- | ------------- | -------------- | -------------- | ------------- | ----------- | ----------- | ------------ | ----------- | ----------------- |
| AUS    | —      | Greg FitzgeraldK | Cory O'BrienK | Len ZaslavskyK | Richard WeissK | Rein OzolineK | Cris BrownK | Bob RenneyK | Ben VincentK | Mick PikosK | 9                 |
| celkem | 0 kvót | 1 kvóta          | 1 kvóta       | 1 kvóta        | 1 kvóta        | 1 kvóta       | 1 kvóta     | 1 kvóta     | 1 kvóta      | 1 kvóta     | 9 kvót pro 1 zemi |

pozn:
- Škrtnutí volnostylaři nebyli na olympijské hry nominováni nebo nestartovali kvůli zranění, prokázanému dopingu, případně z jiného důvodu.
- Volnostylaři s indexem K vybojoval kvótu pro svoji zemi na kontinentální olympijské kvalifikaci
- Volnostylaři s indexem K, L vybojoval kvótu pro svoji zemi na kontinentální olympijské kvalifikaci, ale na olympijských hrách neprošli předturnajovým vážením
- Volnostylaři s indexem K, ZR vybojoval kvótu pro svoji zemi na kontinentální olympijské kvalifikaci, ale v přípravě se zranil a do olympijského turnaje nenastoupil
- Volnostylaři s indexem K, ? vybojoval kvótu pro svoji zemi na kontinentální olympijské kvalifikaci, ale z neznámého důvodu nestartoval
- Volnostylaři s indexem N byl nominován na olympijské hry na úkor krajana/ů, kteří kvótu vybojovali.

## Divoká karta / Pozvaní sportovci
Není k dispozici dokument, který by upřesňoval, kteří sportovci (země) obdrželi divokou kartu a kteří byli pozváni jako zástupci rozvojových zemí v olympijském zápas.
| −48 kg                                           | −52 kg                           | −57 kg                                                          | −62 kg                                                | −68 kg | −74 kg                                                                             | −82 kg                                              | −90 kg                                                                    | −100 kg                               | −130 kg                       |
| ------------------------------------------------ | -------------------------------- | --------------------------------------------------------------- | ----------------------------------------------------- | ------ | ---------------------------------------------------------------------------------- | --------------------------------------------------- | ------------------------------------------------------------------------- | ------------------------------------- | ----------------------------- |
| R. Eiter (USA) M. Ramírez (GUA) V. Sokolov (MKD) | Č. Monguš (RUS) D. Legrand (FRA) | M. Liuzzi (ITA) Š. Trstena (MKD) A. Fjodorov (KAZ) S. Abe (JPN) | M. Müller (SUI) A. Parsegjan (CYP) V. Chamroeun (CAM) | —      | M. Gadžijev (AZE) P. Paskalev (BUL) Á. Ritter (HUN) B. Budajev (UZB) A. Avom (CMR) | S. Öztürk (TUR) N. Ghiță (ROU) E. Džabrajilov (KAZ) | J. Lohyňa (SVK) B. Gantogtoch (MGL) B. Bholá-Bhálá (PAK) L. Purcell (ASA) | D. Magomedov (AZE) Sh. Troplini (ALB) | A. Singh (GBR) N. Kranz (GUM) |

## Česká stopa v olympijské kvalifikaci
Kontinentální olympijské kvalifikace v Maďarsku se zúčastnili tito čeští volnostylaři – Luděk Burian (−52 kg), Josef Tesař (−57 kg). Luděk Burian skončili na 6. místě a kvalifikoval se na olympijské hry v Atlantě. Do olympijského turnaje však nakonec nezasáhl kvůli problémům se shazováním váhy.